# Timothy Mack
Timothy Mack (Cleveland, 15 de setembro de 1972) é um ex-atleta e campeão olímpico norte-americano especialista no salto com vara.
Sua primeira conquista internacional foi no Goodwill Games de 2001, em Brisbane, Austrália, quando conquistou a medalha de ouro com uma marca de 5,80 m. Em Atenas 2004, tornou-se campeão olímpico com um salto de 5,95 m, novo recorde olímpico. O fato mais interessante desta prova foi que o medalha de prata, Toby Stevenson, também dos Estados Unidos, competiu usando um capacete, uma promessa que havia feito a seus pais desde a escola secundária, para que o deixassem competir nessa modalidade.
Em setembro do mesmo ano, no torneio da IAAF em Mônaco, Mack saltou 6,01 m, entrando para o "clube dos seis metros", lista informal dos atletas que conseguiram ultrapassar essa marca no salto com vara.